# Henri Ernest Baillon
Henri Ernest Baillon, född 30 november 1827 i Calais, död 19 juli 1895 i Paris, var en fransk botaniker och läkare. Auktorsnamnet Baill. kan användas för Henri Ernest Baillon i samband med ett vetenskapligt namn inom botaniken; se Wikipediaartiklar som länkar till auktorsnamnet.

## Biografi
Baillon studerade medicin, men företrädesvis botanik, och blev professor i medicinsk naturalhistoria vid Parisuniversitetets medicinska fakultet samtidigt som han vid École centrale des arts et manufactures erhöll en lärostol i hygien och naturalhistoria tillämpad på industrin.
Vid sidan av sina lärargärning var han även författare. Hans viktigaste arbeten är Étude générale du groupe des Euphorbiacées (1858, med atlas), Recherches sur l'organisation, le développement et l'anatomie des Caprifoliacées (1861), Histoire des plantes (stor serie; band 1–13, 1866–1895), Traité de botanique médicale phanérogamique (1884; med 3 400 avbildningar) och Traité de de botanique médicale cryptogamique (1889) samt, tillsammans med bland andra Édouard Bureau, en i sitt slag betydande illustrerad Dictionnaire de botanique (4 band, 1876–1892). Baillon grundade 1860 den botaniska tidskriften Adansonia. 
Baillon blev ledamot av Société botanique de France 1854 och erhöll Hederslegionen 1867. Han blev ledamot av Vetenskapssocieteten i Uppsala 1884 och av Royal Society 1894.

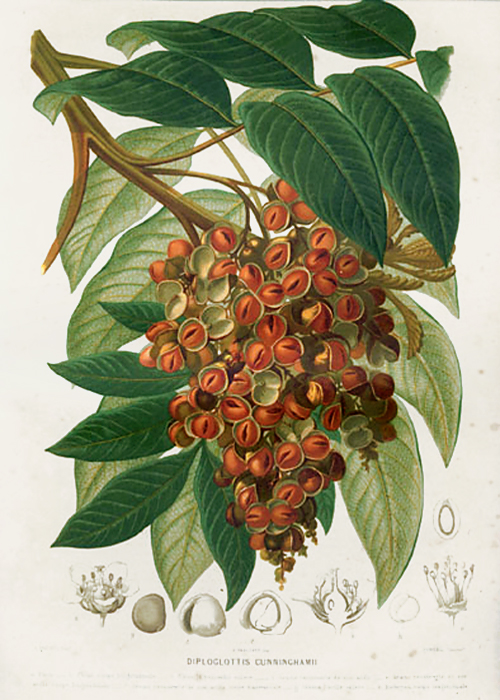
Avbildning som visar Diploglottis cunninghamii, från verket Dictionnaire de botanique som främst skapades av Baillon.